# Дориков, Максим Григорьевич
Максим Григорьевич Дориков (13 августа 1902 — 1988) — участник Великой Отечественной войны, Герой Советского Союза (медаль № 6109).

## Биография
Родился 13 августа 1902 года в семье крестьянина в деревне Головинское Нагорьевской волости Переславского уезда, ныне Переславского района. Русский. Окончил сельскую школу. С 12 лет работал в Москве чернорабочим, грузчиком, официантом в ресторане. После 1917 года был плотником в колхозе в родной деревне. В конце 1930-х годов жил в посёлке Дружба Мытищинского района, работая в московской гостинице «Севан».
22 июня 1941 года Мытищинским РВК Московской области был призван в Советскую Армию. На фронте в Великой Отечественной войне с февраля 1942 года. Воевал телефонистом 280-го отдельного батальона связи 17-й стрелковой дивизии 48-й армии на Западном и 2-м Белорусском фронтах: бои на реке Угре в районе города Медынь, освобождение Калужской и Смоленской областей, Белоруссии, бои в Восточной Пруссии.
Ночью 27 января 1945 года группе фашистских танков удалось прорваться к деревне Алькен (в 6 км юго-западнее города Орнета), где находился командный пункт стрелкового полка; советские войска отошли, а ефрейтор Дориков остался на чердаке одного из домов, докладывал командиру дивизии о противнике и корректировал огонь артиллерии; не раз он вызывал его и по квадрату, где располагался сам, был ранен. Гитлеровцы отступили, понеся потери. Звание Героя Советского Союза присвоено 10 апреля 1945 года.
После участвовал в штурме Кёнигсберга и форсировании залива Фриш-Гаф. В июле 1945 года демобилизован.
Работал в Москве диспетчером на Белорусском вокзале, проживая в Мытищах.
Награждён орденом Ленина, орденом Отечественной войны 1 степени, орденом Красной звезды, медалями.